# 般若寺及石刻
般若寺及石刻位於四川省內江市東興區，文物遺址年代判定為唐代至清代。2007年6月1日公佈為四川省第七批文物保護單位。